# Geranomyia pergracilis
Geranomyia pergracilis is een tweevleugelige uit de familie steltmuggen (Limoniidae). De soort komt voor in het Neotropisch gebied.